# Nina Grewal
Pour les articles homonymes, voir Grewal.
Nina Grewal, B.A. (née le 20 octobre 1958) est une femme d'affaires et femme politique canadienne ; elle a été députée à la Chambre des communes du Canada, représentant la circonscription britanno-colombienne de Fleetwood—Port Kells de 2004 à 2015 sous la bannière du Parti conservateur du Canada.

## Biographie
Née à Ōsaka, au Japon, elle et son mari, l'ancien député Gurmant Grewal, vivent au Liberia avant d'immigrer au Canada. Nina et Grumant sont le premier couple marié à être élus en même temps à la Chambre des communes. Elle et la députée libérale ontarienne Ruby Dhalla sont les premières femmes sikhes à siéger aux communes.
Elle a été vice-présidente du Comité permanent de la condition féminine de la Chambre des communes dans la 39e législature.
Lors des élections générales de 2015, elle a été défaite par Ken Hardie du Parti libéral du Canada.